# Montelanico
Montelanico ist eine Gemeinde in der Metropolitanstadt Rom in der italienischen Region Latium mit 2021 Einwohnern (Stand 31. Dezember 2023). Sie liegt 75 Kilometer südöstlich von Rom.

## Geographie
Montelanico liegt am Rande der Monti Lepini oberhalb des Tals des Sacco. Es ist Mitglied der Comunità Montana Monti Lepini. Montelanico grenzt an Anagni (FR), Carpineto Romano, Cori (LT), Gavignano, Gorga, Norma (LT) und Segni. 

### Verkehr
Montelanico liegt 19 km von der Ausfahrt Anagni an der Autobahn A1 Autostrada del Sole von Rom nach Neapel entfernt. 

## Bevölkerungsentwicklung
| Jahr      | 1881 | 1901 | 1921 | 1936 | 1951 | 1971 | 1991 | 2001 |
| Einwohner | 1652 | 1887 | 1942 | 1820 | 2064 | 1759 | 1878 | 1920 |

Quelle: ISTAT

## Politik
Simone Temofonte (Mitte-links-Bündnis) wurde im April 2005 zum Bürgermeister gewählt. Sein Mitte-links-Bündnis stellt auch mit 8 von 12 Sitzen die Mehrheit im Gemeinderat.

### Partnerstädte
- Lagnes, Provence